# Неоновий демон
«Неоновий демон» (англ. The Neon Demon) — міжнародно-спродюсований психологічний фільм жахів, знятий Ніколасом Віндінгом Рефном. Світова прем'єра стрічки відбулась 20 травня 2016 року на Каннському кінофестивалі, а в Україні — 4 серпня 2016 року. Фільм розповідає про честолюбну модель Джессі, яка переїжджає до Лос-Анджелесу аби побудувати кар'єру, але нею починає цікавитися група одержимих красою дівчат.

## У ролях
- Ель Феннінг — Джессі
- Карл Ґлусман — Дін
- Джена Мелоун — Рубі
- Белла Гіткот — Джіджі
- Дезмонд Гаррінгтон — Джек
- Еббі Лі — Сара
- Крістіна Гендрікс — Роберта Гоффман
- Кіану Рівз — Генк
- Алессандро Нівола — Роберт Сарно
- Джеймі Клейтон — директорка з кастингу

## Виробництво
Зйомки фільму почались 30 березня 2015 року в Лос-Анджелесі.

## Визнання
| Нагороди та номінації фільму «Неоновий демон» | Нагороди та номінації фільму «Неоновий демон» | Нагороди та номінації фільму «Неоновий демон» | Нагороди та номінації фільму «Неоновий демон» | Нагороди та номінації фільму «Неоновий демон» | Нагороди та номінації фільму «Неоновий демон» |
| Рік                                           | Кінопремія / Кінофестиваль                    | Категорія / Нагорода                          | Номінант                                      | Результат                                     |                                               |
| --------------------------------------------- | --------------------------------------------- | --------------------------------------------- | --------------------------------------------- | --------------------------------------------- | --------------------------------------------- |
| 2016                                          | Каннський кінофестиваль                       | «Золота пальмова гілка» за найкращий фільм    | «Неоновий демон»                              | Номінація                                     |                                               |